# Anelosimus arizona
Anelosimus arizona là một loài nhện trong họ Theridiidae.
Loài này thuộc chi Anelosimus. Anelosimus arizona được miêu tả năm 2006 bởi Agnarsson.